# Oswaldo Enrique Araque Valerio
Oswaldo Enrique Araque Valerio (* 21. Mai 1964 in Chiguará, Bundesstaat Mérida) ist ein venezolanischer römisch-katholischer Geistlicher und Bischof von Guanare.

## Leben
Oswaldo Enrique Araque Valerio besuchte die Grundschule in El Vigía und die weiterführende Schule in Barquisimeto. Von 1988 bis 1995 studierte er Philosophie und Katholische Theologie am Priesterseminar La Divina Pastora in Barquisimeto. Am 15. Juli 1995 empfing er das Sakrament der Priesterweihe für das Erzbistum Barquisimeto.
Araque Valerio war zunächst als Pfarrvikar der Pfarrei San Pedro in Barinitas und als Kaplan an der dortigen Militärakademie José Antonio Páez tätig. In dieser Zeit gründete er die Vereinigung Comunidad Misionera Alegría y Esperanza, als deren geistlicher Begleiter er zusätzlich wirkte. Von 1998 bis 1999 war er Pfarrer der Pfarrei Sagrada Familia de Nazareth in El Tostao, bevor er Pfarrer der Pfarrei La Divina Misericordia in Cabudare sowie Ökonom der Priesterseminare La Divina Pastora und Juan Pablo II in Barquisimeto wurde. Zudem lehrte er von 1999 bis 2002 am Priesterseminar La Divina Pastora in Barquisimeto und fungierte von 2001 bis 2002 als Diözesanjugendseelsorger. 2002 wurde Araque Valerio für weiterführende Studien nach Rom entsandt, wo er 2005 an der Päpstlichen Lateranuniversität ein Lizenziat im Fach Kanonisches Recht erwarb. Nach der Rückkehr in seine Heimat wirkte er als Pfarrvikar der Pfarrei Nuestra Señora de Lourdes in Barquisimeto und als Bischofsvikar für den Klerus (2005–2007) sowie als Pfarrer der Pfarrei Sagrada Familia de Nazareth in El Tostao und als Offizial des Erzbistums Barquisimeto (2005–2022). Ab 2008 war Araque Valerio Generalvikar und ab 2022 zusätzlich Pfarrer der Pfarrei San Pedro in Barquisimeto. Außerdem gehörte er bereits ab 2008 dem Konsultorenkollegium an. Daneben erlangte er 2018 an der Universidad Católica Santa Rosa in Caracas Lizenziate in den Fächern Philosophie und Katholische Theologie.
Am 12. April 2023 ernannte ihn Papst Franziskus zum Bischof von Guanare. Der Bischof von San Felipe, Víctor Hugo Basabe, spendete ihm am 1. Juli desselben Jahres in der Kathedrale von Guanare die Bischofsweihe; Mitkonsekratoren waren der Erzbischof von Maracaibo, José Luis Azuaje Ayala, und der Bischof von Petare, Juan Carlos Bravo Salazar.
Vom 8. Dezember 2023 bis zum 17. August 2024 war Araque Valerio zudem Apostolischer Administrator des vakanten Erzbistums Barquisimeto.